# 厚街水道
厚街水道，位于广东省东莞市境内，是东江南干流的一条分支，北起自东莞市区莞城街道博厦社区的鳒鱼洲，蜿蜒向西南至沙田镇渡船洲再度汇入东江南干流。全长11.4千米，平均比降0.02‰。厚街水道地处东江三角洲东部，地形起伏小，岸边带受海潮影响，地下水循环交替作用迟缓。水道左岸有多个水闸与东引运河相通。水道两岸土地肥沃，工商业发达。